# Eumichtis lea
Eumichtis lea là một loài bướm đêm trong họ Noctuidae.